# Natalija Sadova
Natalija Ivanovna Kaptjuh-Sadova (rusko Наталья Ивановна Коптюх-Садова), ruska atletinja, * 15. julij 1972, Gorki, Sovjetska zveza.
Nastopila je na poletnih olimpijskih igrah v letih 1996, 2000, 2004 in 2008, leta 2004 je osvojila naslov olimpijske prvakinje v metu diska, leta 1996 pa srebrno medaljo. Na svetovnih prvenstvih je osvojila srebrno medaljo leta 2005 in bronasto medaljo leta 1997, na evropskih prvenstvih pa srebrni medalji v letih 1998 in 2002. V letih 2001 in 2006 je bila kaznovana zaradi dopinga, odvzet ji je bil tudi naslov svetovne prvakinje leta 2001.